# Charterfeber
Charterfeber är en norsk dokusåpa vars första säsong hade premiär den 26 mars 2006. Seriens sändes i en första omgång till och med 2013, och sedan mellan 2018 till 2020. Den tolfte säsongen hade premiär 2024.

## Handling
Serien kretsar kring chartersemestrande norrmän, och följer dem på strippklubbar, kamelsafarin och andra utflykter.